# Kelley Spur
Kelley Spur (in lingua inglese: Sperone Kelley) è uno sperone roccioso antartico, situato 4 km a est dello Spear Spur, nel versante meridionale del Dufek Massif dei Monti Pensacola, in Antartide.

## Storia
Lo sperone è stato mappato dall'United States Geological Survey (USGS) sulla base di rilevazioni e foto aeree scattate dalla U.S. Navy nel periodo 1956-66.
La denominazione è stata assegnata dall'Advisory Committee on Antarctic Names (US-ACAN) in onore di Samuel Kelley, fotografo della squadriglia VX-6 della U.S. Navy in varie attività durante l'Operazione Deep Freeze tra il 1964 e il 1970.